# Rolderdingspel

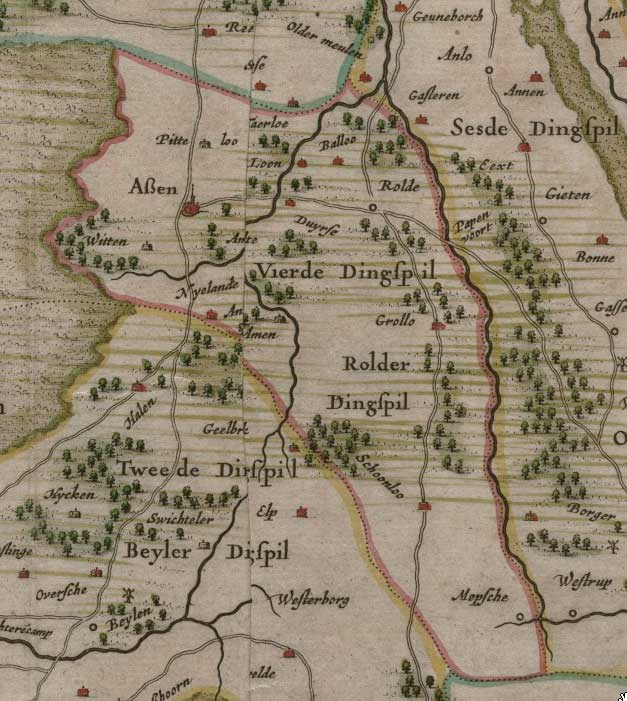
Het Vierde dingspel of Rolderdingspel op de kaart van Drenthe door Cornelis Pijnacker (1634)

Het Rolderdingspel was het vierde van de zes dingspelen van de Landschap Drenthe. Het was tevens het kleinste.
Rolde was de hoofdplaats van het dingspel en van de Landschap Drenthe en was lange tijd verreweg de voornaamste plaats van het Rolderdingspel. Tot 1688 was Rolde een van de twee plaatsen waar de Etstoel vergaderde. Daarna werd het bestuurlijk centrum naar Assen verhuisd, dat in 18e eeuw werd door het landschapsbestuur werd "uitgebouwd en verfraaid". Voor die tijd stelde de Assen als plaats weinig voor.

Een deel van het Ellertsveld behoorde tot het grondgebied. Hierin lagen de dorpen Grolloo en Schoonoord. Verder behoorden de plaatsjes Peelo, Nijlande, Amen en Assen tot het dingspel.  
Na de restauratie van de Jacobuskerk van Rolde ontwierp de Limburgse glazenier Joep Nicolas nieuwe gebrandschilderde ramen voor deze kerk. Zes van deze glazen geven de Drentse dingspelen weer, waaronder het Rolderdingspel.